# Рохо, Хосе Франсиско
Хосе Франсиско Рохо Арройтия (исп. José Francisco Rojo Arroitia; 28 января 1947, Бильбао, Страна Басков — 23 декабря 2022, Лехона, Страна Басков) — испанский футболист и тренер, игрок сборной Испании.

## Карьера
Родился в Бильбао и в раннем возрасте вступил в молодёжный состав местного клуба «Атлетик Бильбао». В 1965 году он начал играть за резервистов, но после всего трёх выступлений был переведён в первую команду и оставался там до своего ухода из спорта 17 лет спустя.
Рохо дебютировал в Ла Лиге 26 сентября 1965 года в гостевом матче против ФК «Кордова» (1:0) и помог «Атлетику» завоевать два трофея Копа дель Рей. В общей сложности он провёл 414 матчей в высшей испанской лиге, став игроком со вторым по количеству выступлений в истории баскской команды, уступая лишь Хосе Анхелю Ирибару; в течение нескольких сезонов он играл в одной команде с младшим братом Хосе Анхелем, поэтому их называли «Рохо I» и «Рохо II».
Рохо 18 раз играл за сборную Испании, его дебют состоялся 26 марта 1969 года в товарищеском матче со Швейцарией, который проходил в Валенсии. За девять лет выступления за сборную он забил три гола, но так и не принял участия ни в одном крупном международном турнире; оба брата появились в товарищеском матче с Турцией 17 октября 1973 года, в единственном матче Хосе Анхеля.
Умер 23 декабря 2022 года.